# Hans-Peter Müller (Soziologe)
Hans-Peter Müller (* 10. Dezember 1951 in Erfurt) ist ein deutscher Soziologe und emeritierter Professor für Allgemeine Soziologie an der Humboldt-Universität zu Berlin.

## Leben und Werk
Nach einem Studium der Wirtschafts- und Sozialwissenschaften an der Universität Augsburg erwarb er 1977 das Diplom in Soziologie. An der Fakultät für Sozial- und Verhaltenswissenschaften der Universität Heidelberg wurde er 1981 promoviert und 1990 habilitiert.
Von 1977 bis 1990 war er als wissenschaftlicher Mitarbeiter und Hochschulassistent an den Universitäten Augsburg, Heidelberg und der Universität der Bundeswehr in München tätig. Seit 1992 ist er Lehrstuhlinhaber für Allgemeine Soziologie an der Humboldt-Universität.
Seine Forschungs- und Arbeitsschwerpunkte sind die klassische und moderne Sozialtheorie, die Sozialstruktur und soziale Ungleichheit sowie die politische Soziologie und Kultursoziologie. 2016 war er mit einem Text im Vorbereitungsband für das Kapitalismustribunal, veranstaltet vom Berliner Projekt Haus Bartleby in Wien, vertreten.
Müller ist Geschäftsführender Herausgeber des Berliner Journals für Soziologie und Mitherausgeber des Max-Weber-Handbuchs. Er hat einschlägige Monographien und Einführungen zu Émile Durkheim, Pierre Bourdieu und Max Weber verfasst. Zahlreiche Gastprofessuren an den Universitäten von Rom (Universität La Sapienza), Berkeley, Harvard und Princeton zeugen von seinem internationalen Renommée als Soziologe. Zum Wintersemester 2019/2020 wurde Hans-Peter Müller an der Humboldt-Universität emeritiert. 
Seiner ersten Ehe entstammen zwei Töchter.

## Schriften (Auswahl)
- Wertkrise und Gesellschaftsreform. Emile Durkheims Schriften zur Politik. Enke, Stuttgart 1983, ISBN 978-3-432-93441-9.
- Sozialstruktur und Lebensstile. Suhrkamp, Frankfurt am Main 1992 (2. Aufl. 1997), ISBN 978-3-518-28582-4.
- Max Weber. Eine Einführung in sein Werk. Böhlau (UTB), Köln, Weimar, Wien 2007, ISBN 978-3-8252-2952-8.
- Pierre Bourdieu. Eine systematische Einführung. Suhrkamp, Berlin 2014, ISBN 978-3-518-29710-0.
- Das soziologische Genie und sein solides Handwerk. Studien zu Émile Durkheims Forschungsprogramm. Springer VS, Wiesbaden 2019, ISBN 978-3-658-21162-2.
- Max Weber: Eine Spurensuche. Suhrkamp, Berlin 2020, ISBN 978-3-518-29917-3.
- Krise und Kritik . Klassiker der soziologischen Zeitdiagnose. Suhrkamp, Berlin 2021, ISBN 978-3-518-29899-2.

Herausgeber
- Mit Michael Schmid (Hrsg.): Hauptwerke der Ungleichheitsforschung. Westdeutscher Verlag, Opladen 2003.
- Mit Steffen Sigmund (Hrsg.): Max-Weber-Handbuch. Leben – Werk – Wirkung. Metzler, Stuttgart, Weimar 2014 (2. aktualisierte und erweiterte Auflage 2020).
- Mit Tilman Reitz  (Hg.): Simmel-Handbuch. Begriffe, Hauptwerke, Aktualität, Berlin 2019, ISBN 978-3-518-29851-0.